# Saunda
Saunda (o Sounda) è una suddivisione dell'India, classificata come census town, di 85.037 abitanti, situata nel distretto di Hazaribag, nello stato federato del Jharkhand. In base al numero di abitanti la città rientra nella classe II (da 50.000 a 99.999 persone).

## Geografia fisica
La città è situata a 23° 39' 47 N e 85° 20' 46 E.

## Società

### Evoluzione demografica
Al censimento del 2001 la popolazione di Saunda assommava a 85.037 persone, delle quali 47.089 maschi e 37.948 femmine. I bambini di età inferiore o uguale ai sei anni assommavano a 12.012, dei quali 6.269 maschi e 5.743 femmine. Infine, coloro che erano in grado di saper almeno leggere e scrivere erano 53.824, dei quali 33.598 maschi e 20.226 femmine.